# Campus Universitario de Teatinos

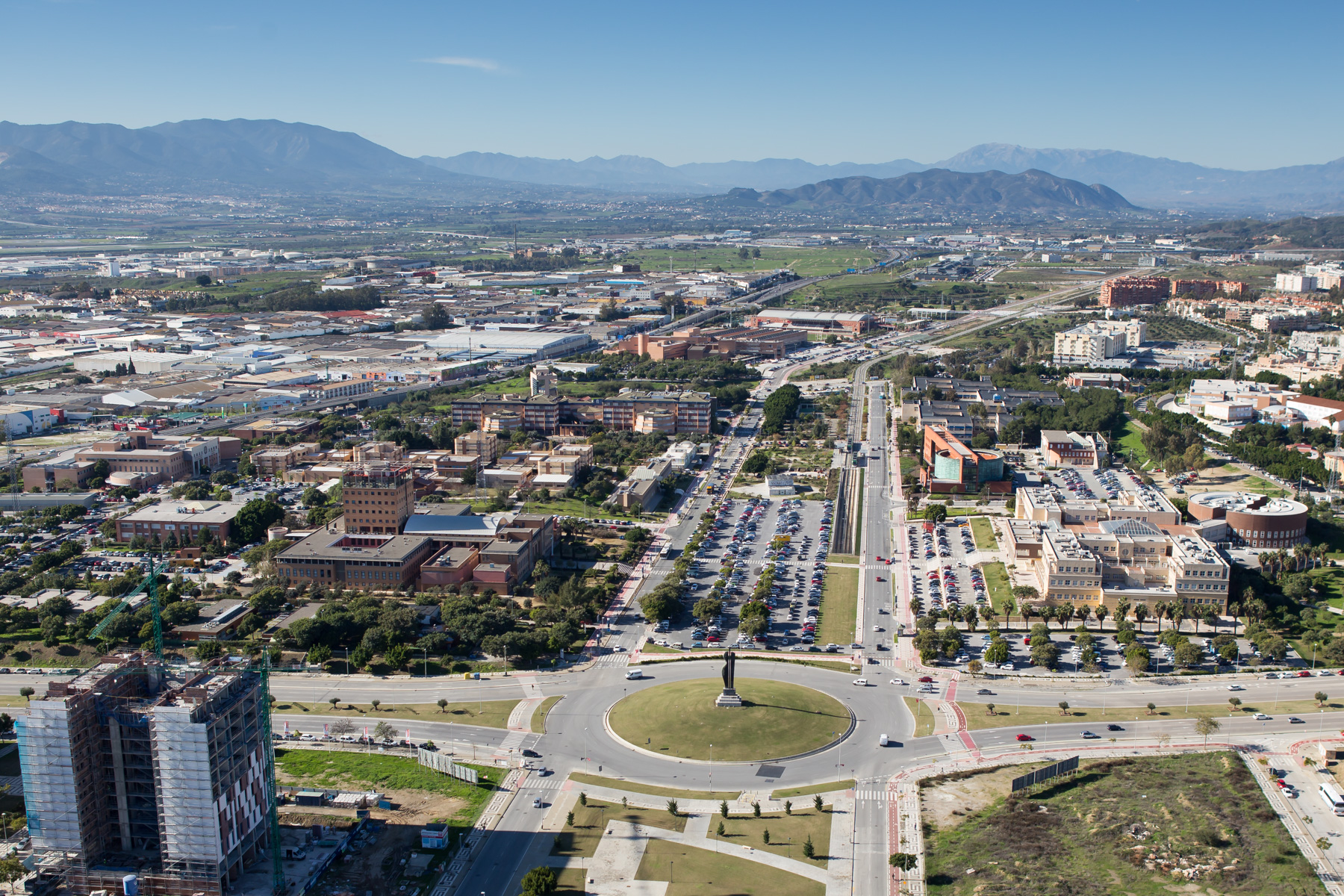
Vista aérea del campus de Teatinos.

El Campus Universitario de Teatinos, también conocido como Ciudad Universitaria de Teatinos, está situado en el distrito 11 Teatinos-Universidad de la ciudad de Málaga, España. En él se encuentran gran parte de los centros y dependencias de la Universidad de Málaga.
Este campus está vertebrado en torno al Bulevar Louis Pasteur y junto a la autovía A-357, en el distrito de Teatinos. En este campus se encuentra la mayor parte de las facultades, escuelas universitarias y otras instalaciones de la universidad y está en proceso de expansión, que culminará en los próximos años. La rotonda de entrada desde el este está presidida por la escultura Figura de pie en tres módulos de Elena Laverón.

## Edificios e instalaciones
- Complejo Social-Empresarial: Facultad de Estudios Sociales y del Trabajo y Facultad de Comercio y Gestión. Escuela Universitaria de Estudios Empresariales (a extinguir)
- Complejo Politécnico-Industrial: Escuela Técnica Superior de Ingenieros Industriales y la Escuela Politécnica Superior
- Facultad de Ciencias de la Salud
- Centro Andaluz de Investigación en Tecnología Informática
- Centro de Arquitectura, Paisaje y Territorio
- Complejo de Ciencias de la Salud: Facultad de Enfermería, Fisioterapia, Podología y Terapia Ocupacional (en construcción)
- Centro de Iniciativas Universitarias (EspaCIU)
- Facultad de Psicología y Facultad de Ciencias de la Educación, quizás uno de los edificios más llamativos del Campus, destacando la torre central que la identifica
- Facultad de Derecho
- Facultad de Estudios Sociales y del Trabajo
- Escuela Universitaria de Estudios Empresariales
- Facultad de Filosofía y Letras
- Biblioteca General
- Investigaciones Sanitarias
- Jardín botánico
- Contenedor cultural
- Facultad de Ciencias
- Apoyo a la investigación y Servicio central de informática
- Facultad de Medicina
- Aulario López de Peñalver
- Aulario Gerald Brenan,
- Facultad de Ciencias de la Comunicación y Escuela Universitaria de Turismo
- Aulario Severo Ochoa
- Instituto de Investigación y Biblioteca I+D
- Escuela Técnica Superior de Ingeniería Informática e Ingeniería de Telecomunicación
- Complejo Deportivo
- Hospital Clínico Universitario Virgen de la Victoria
- Aulario Profesor Juan Antonio Ramírez
- Aulario Rosa de Gálvez

El campus universitario está equipado con zonas de aparcamiento y zonas verdes como el Jardín Botánico. Dispone además de una tienda propia de material universitario corporativo.

### Ampliación del campus
Se está llevando a cabo la ampliación del campus universitario de Teatinos para el progresivo traslado del resto de instalaciones del Campus de El Ejido y otras zonas de la ciudad. Los primeros en inaugurarse han sido los edificios del Complejo Social-Empresarial y el del Complejo Politécnico-Industrial. En las siguientes fases se construirá el Complejo de Ciencias de la Salud y un nuevo edificio para la Facultad de Psicología y, más adelante, un Parque Científico Empresarial, Colegios Mayores, Residencias Universitarias y el Pabellón de Gobierno. Además, el campus contará con equipamiento comercial y hotelero.

## Conexiones de transporte público

### Metro
El metro de Málaga tiene parada en las estaciones de Universidad, Clínico, El Cónsul, Paraninfo y Andalucía Tech de la línea 1, todas en el campus de Teatinos.
| Universidad | Clínico | El Cónsul | Paraninfo | Andalucía Tech | Andalucía Tech |

### Autobuses urbanos y metropolitanos
El Campús se encuentra comunicado con diferentes distritos de la ciudad por la EMT Málaga a través de las líneas 11, 18 y 22, así como los municipios de Alhaurín de la Torre, Benalmádena y Mijas por las siguientes líneas de autobús interurbano adscritas al Consorcio de Transporte Metropolitano del Área de Málaga.-
| Línea | Trayecto                                                      | Recorrido y Horarios |
| ----- | ------------------------------------------------------------- | -------------------- |
| M-114 | Mijas-Teatinos                                                | Recorrido y Horarios |
| M-116 | Benalmádena-Teatinos                                          | Recorrido y Horarios |
| M-118 | Cártama-Teatinos                                              | Recorrido y Horarios |
| M-143 | Alhaurín de la Torre-Teatinos                                 | Recorrido y Horarios |
| M-166 | Los Rubios-Torre de Benagalbón-Rincón de la Victoria-Teatinos | Recorrido y Horarios |

## Galería de imágenes

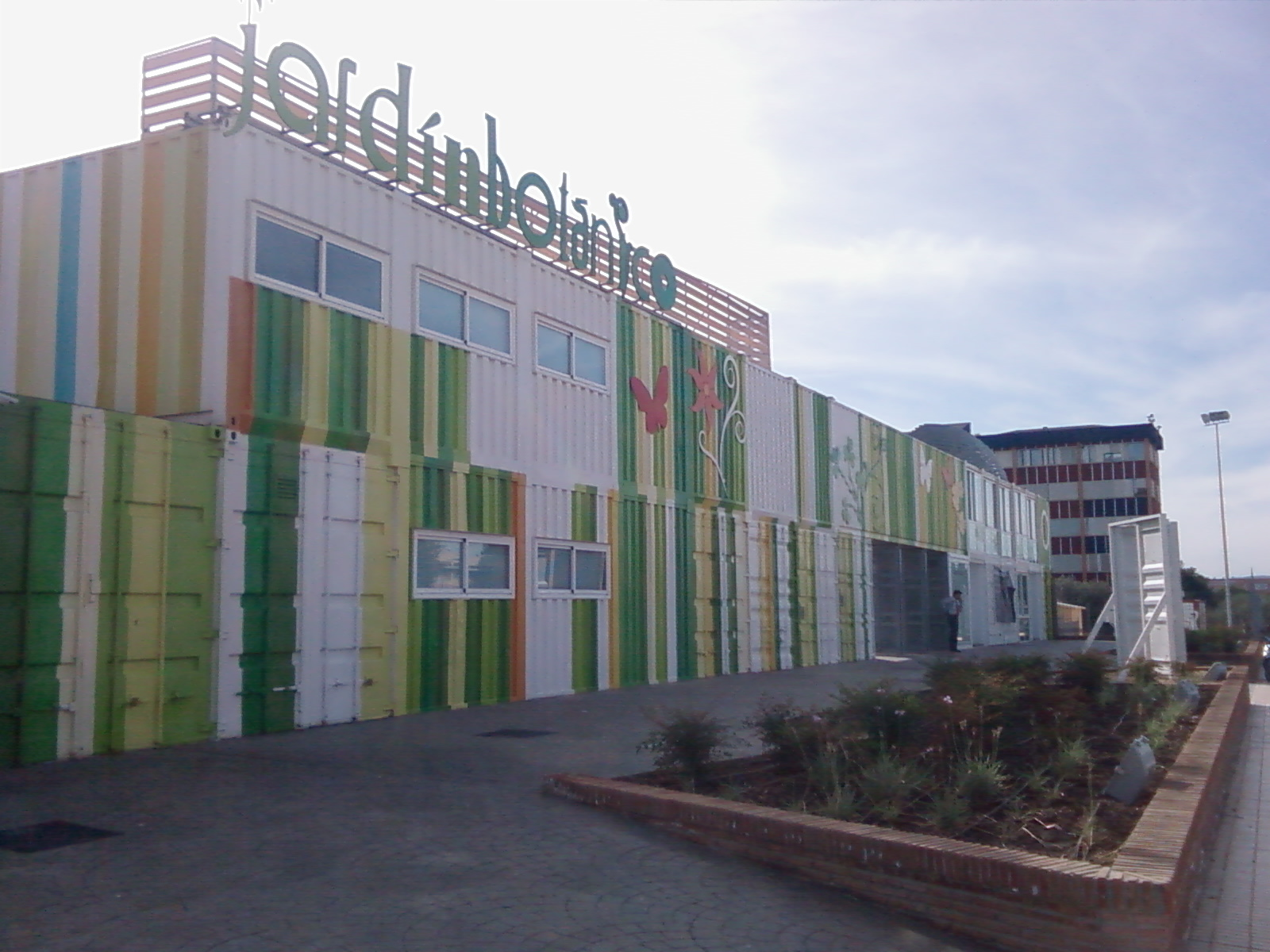
Jardín Botánico
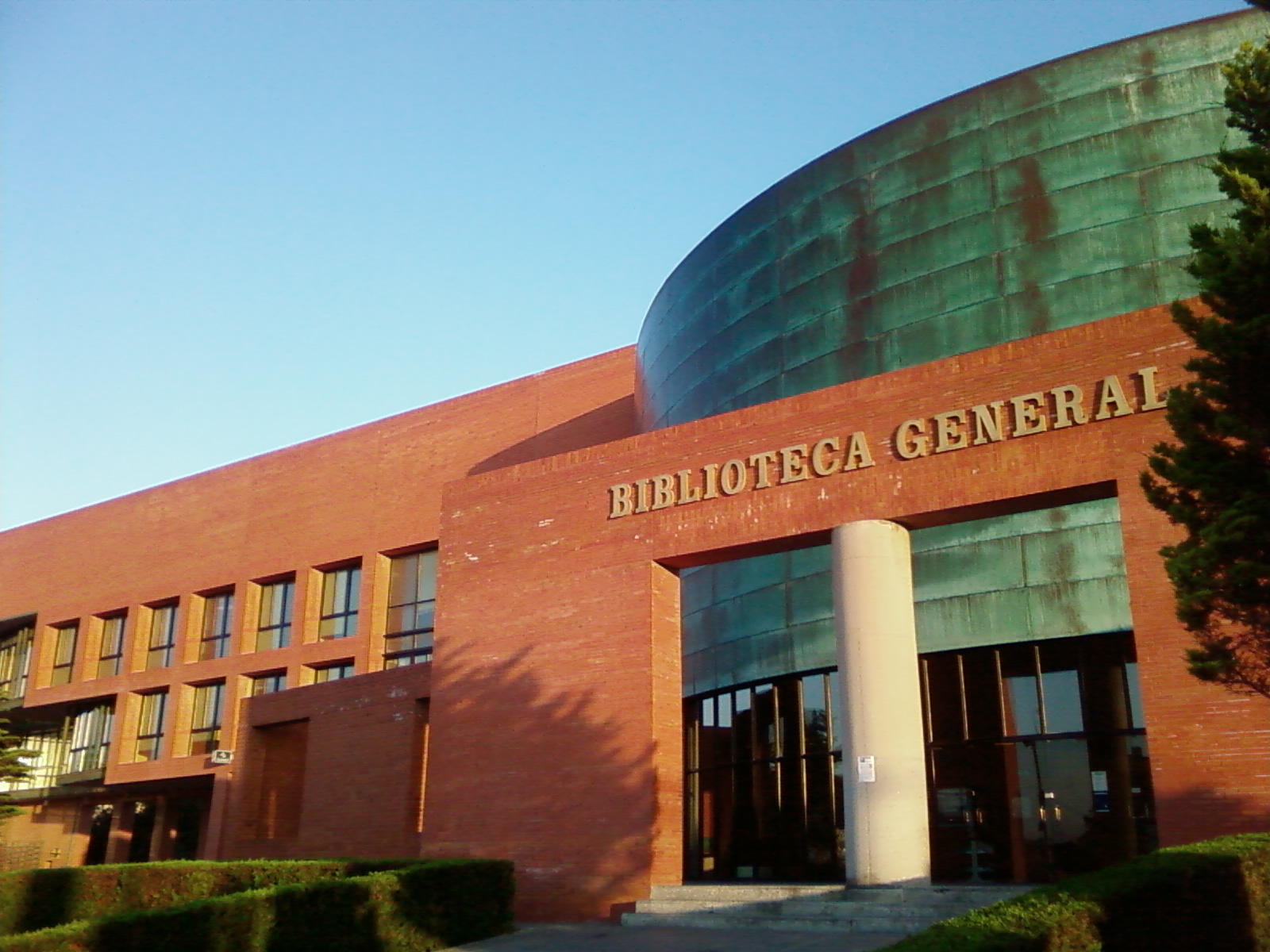
Biblioteca general
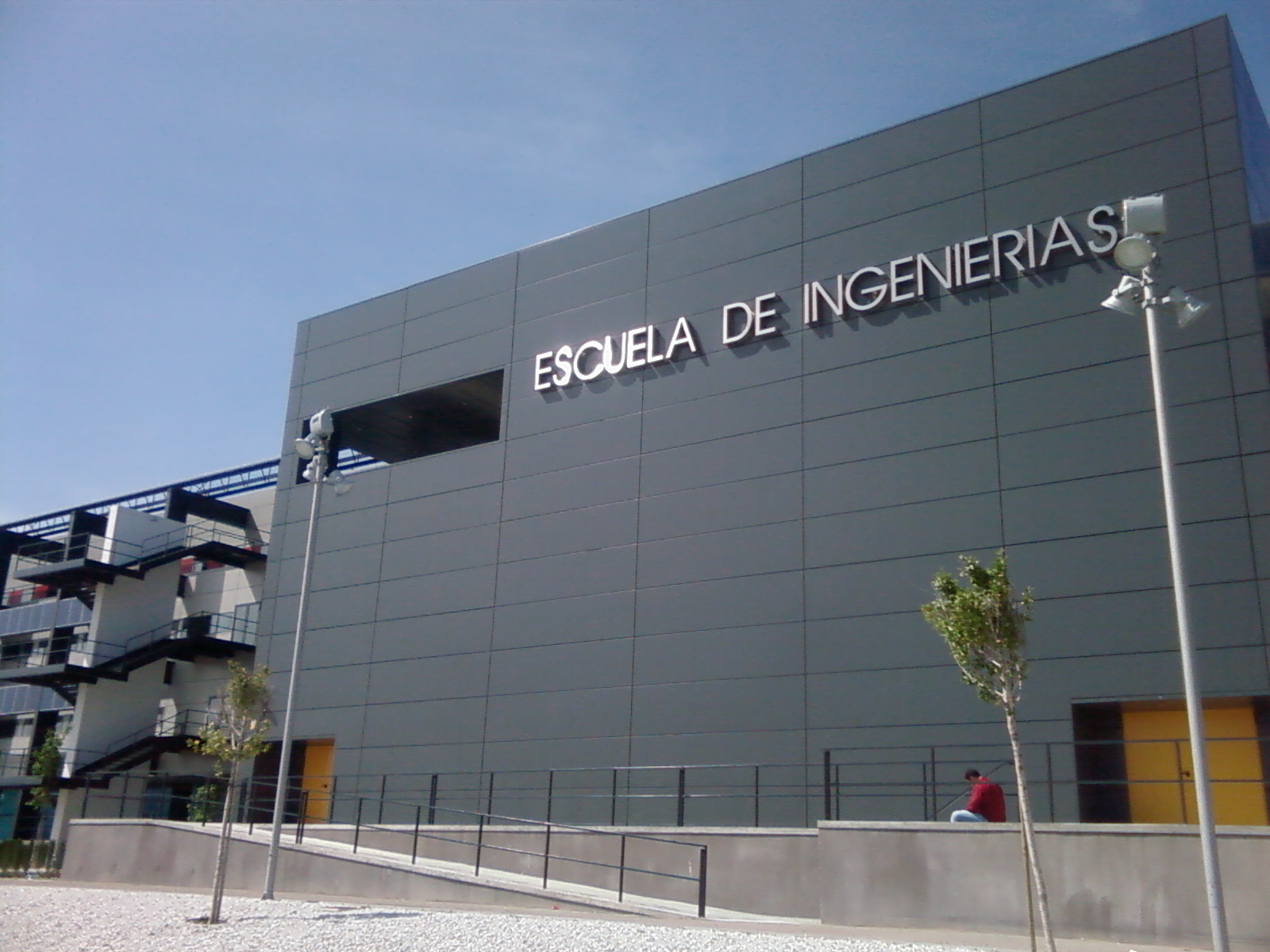
Escuela de Ingenierías
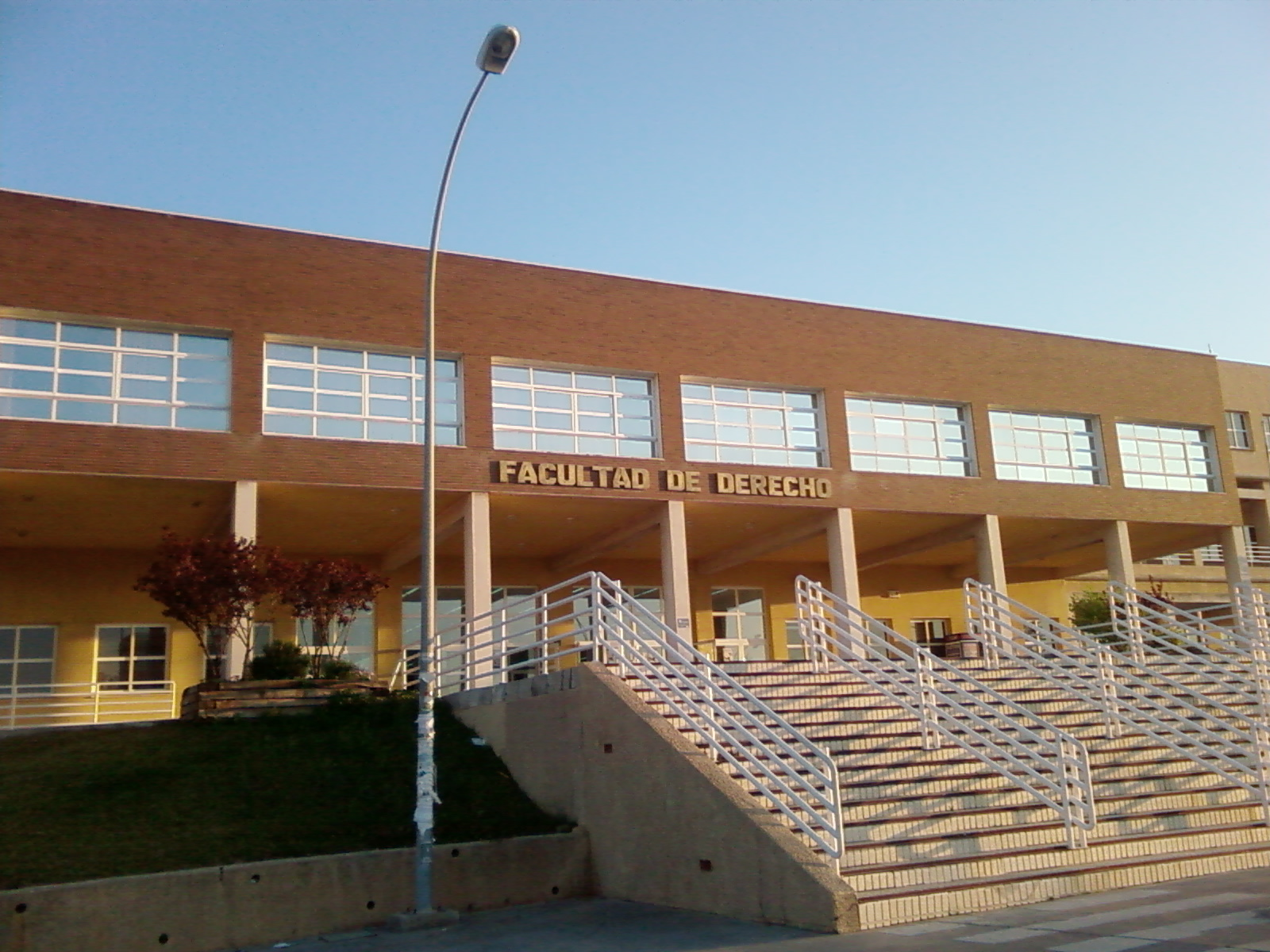
Facultad de Derecho

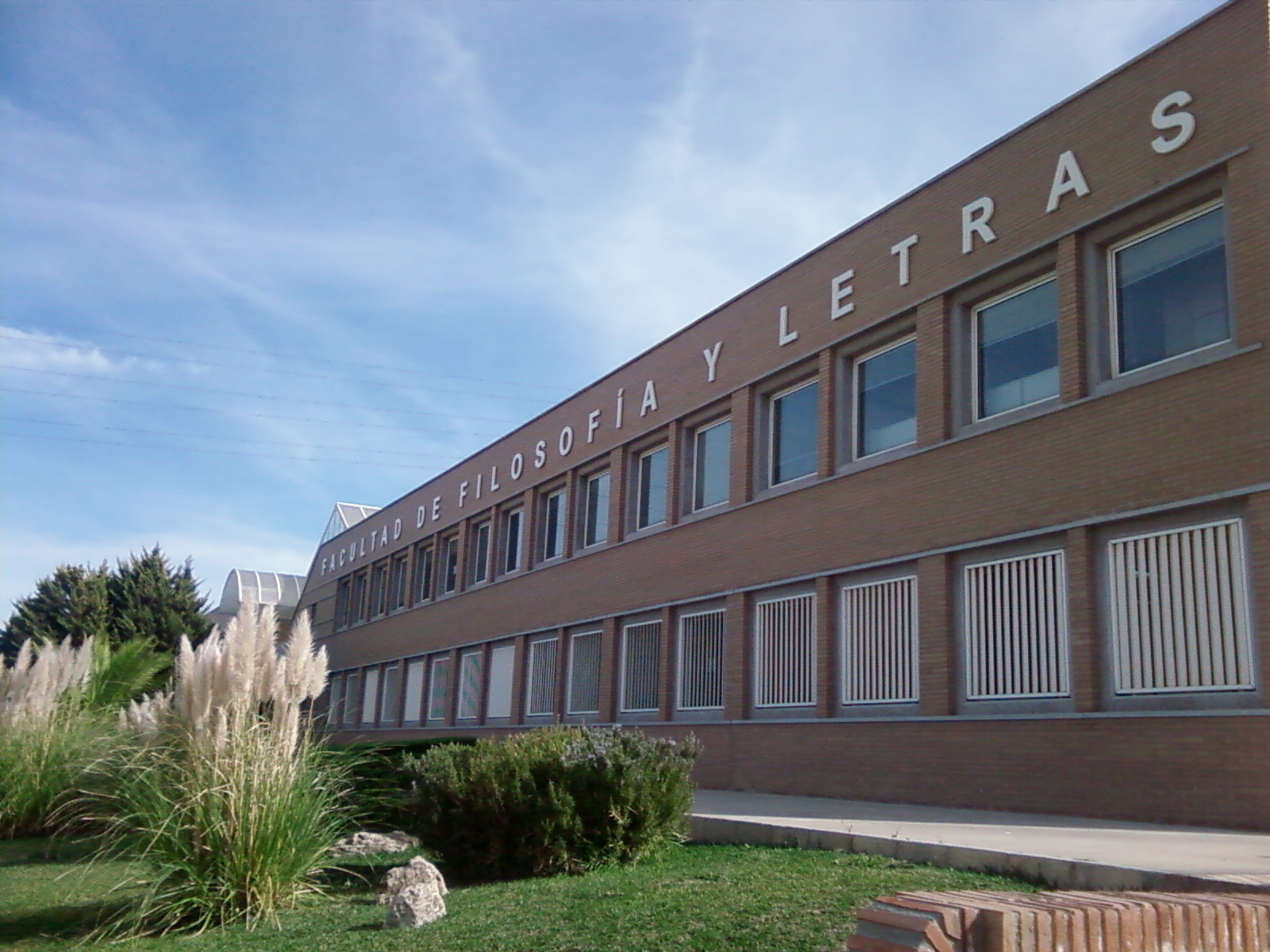
Facultad de Filosofía y Letras
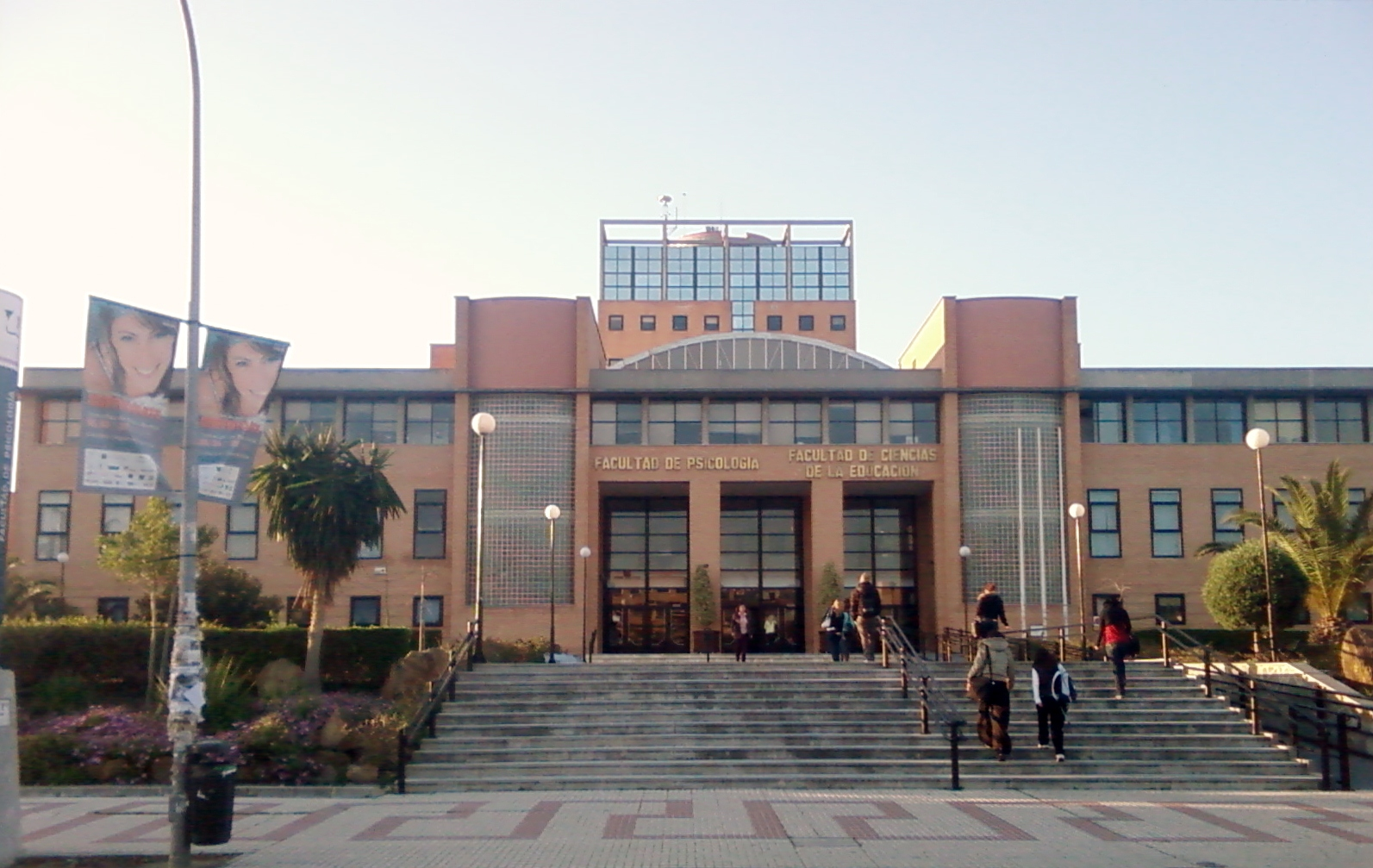
Facultad de Psicología y de Ciencias de la Educación
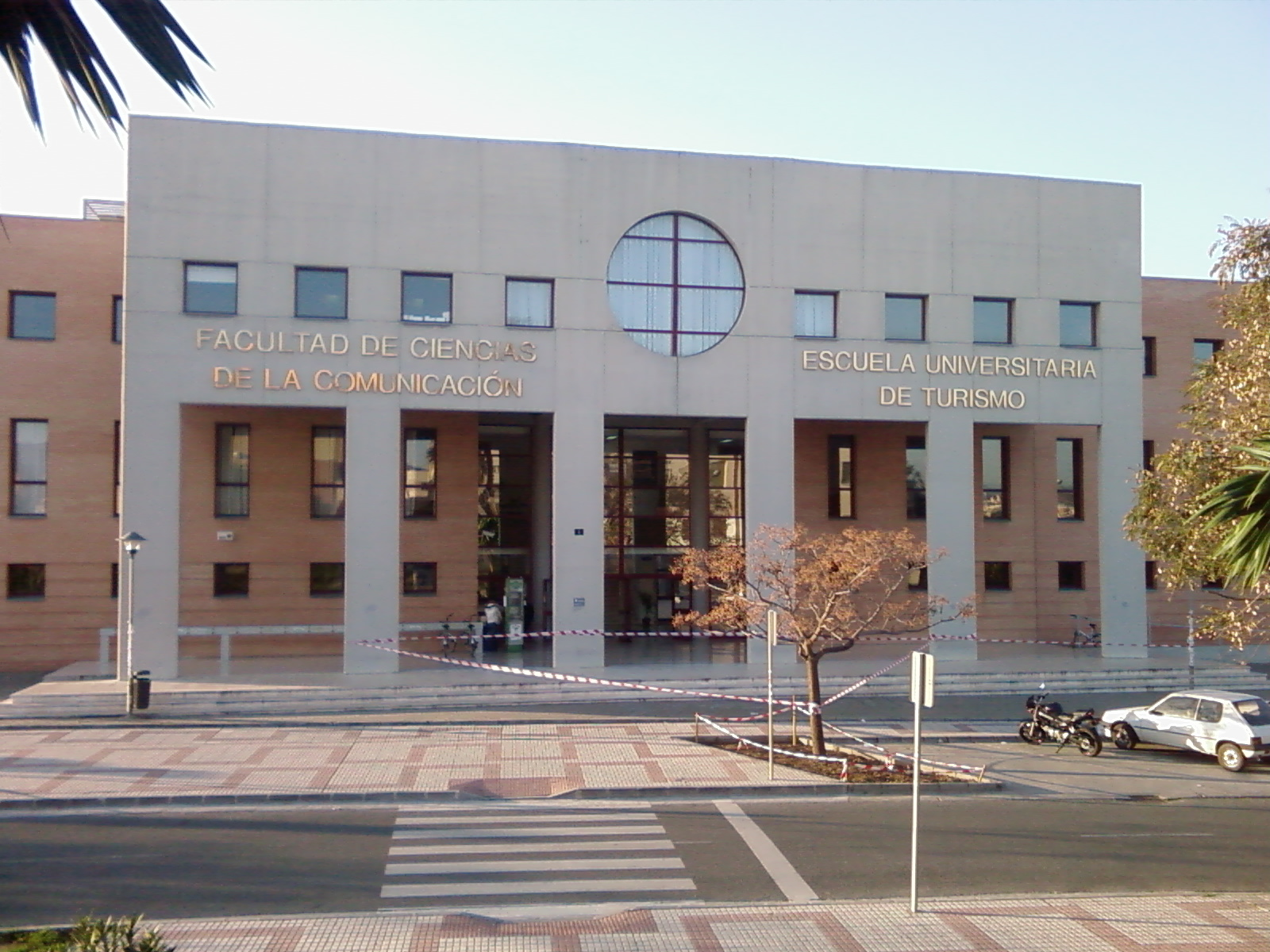
Facultad de Ciencias de la Comunicación y Escuela Universitaria de Turismo
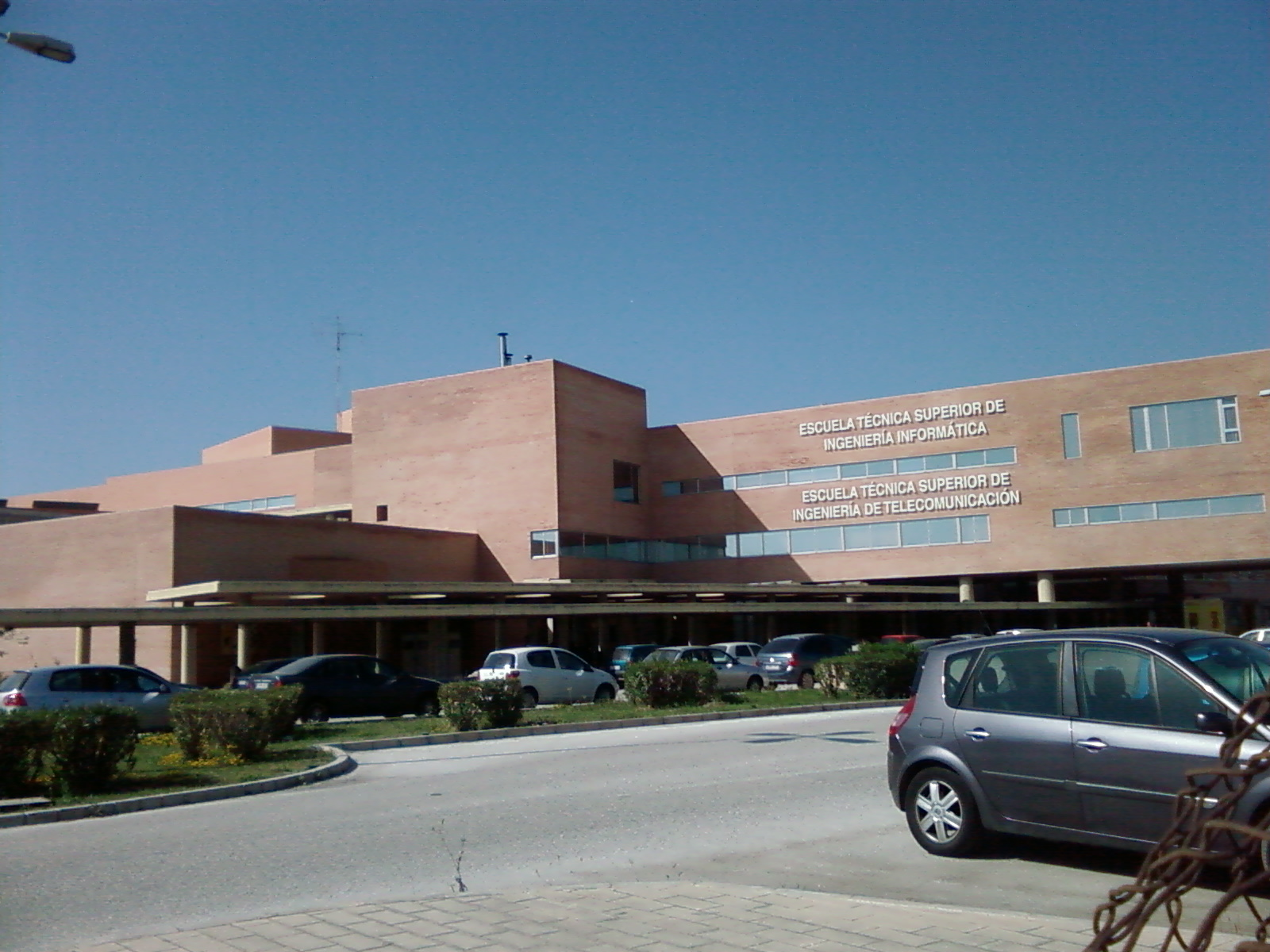
ETSI Informática y ETSI de Telecomunicaciones

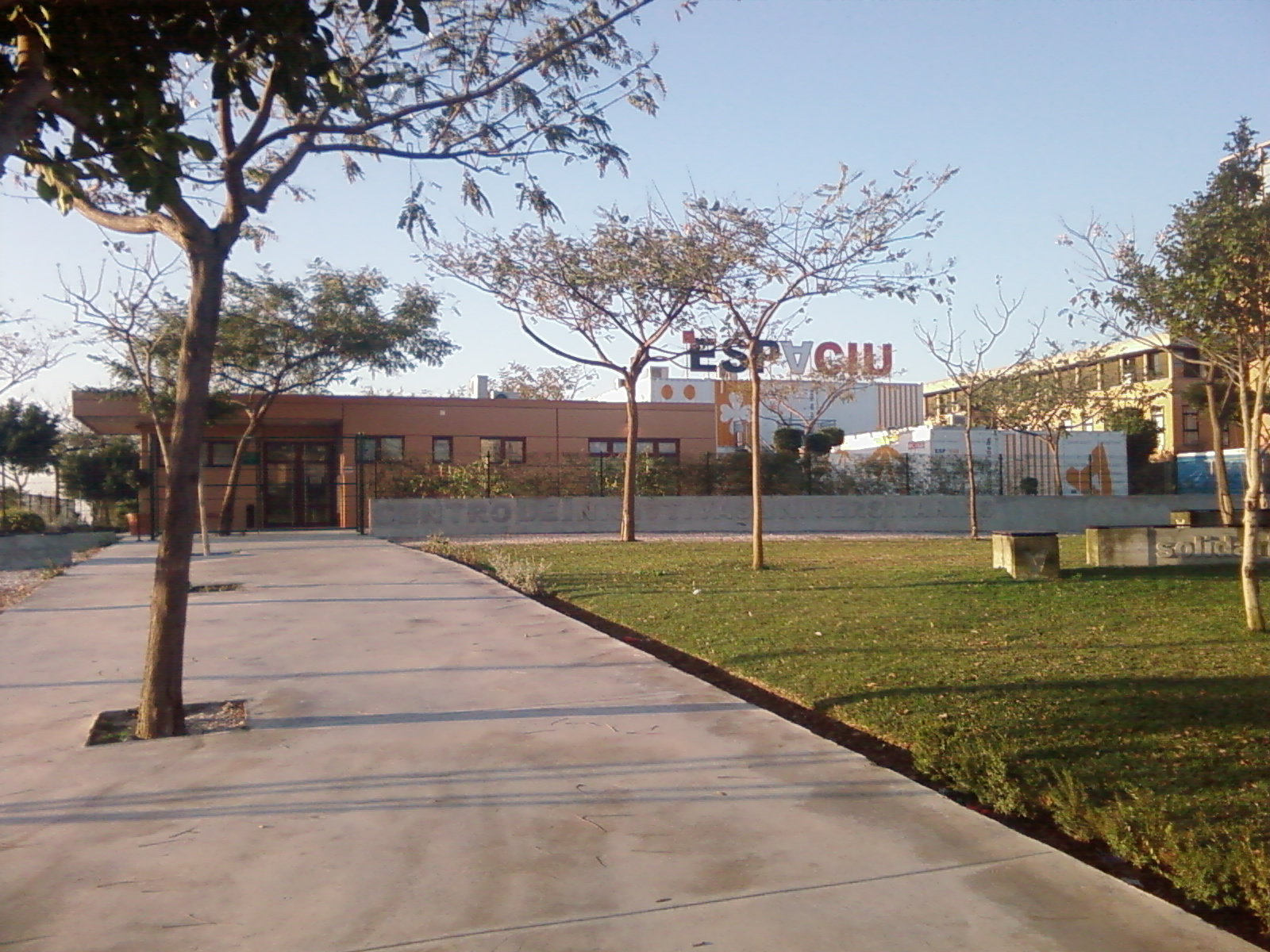
Centro de Iniciativas Universitarias
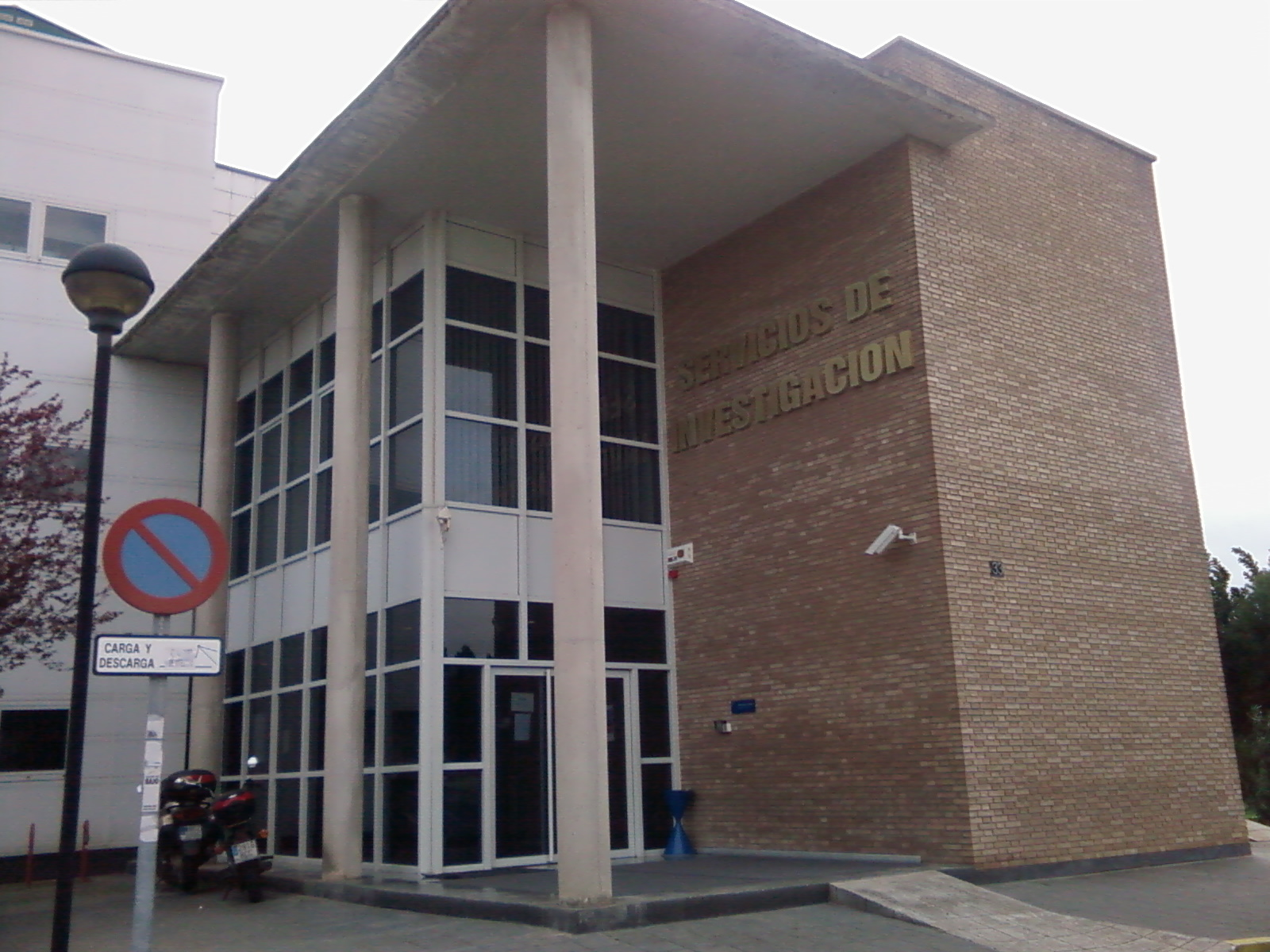
Servicios de Investigación
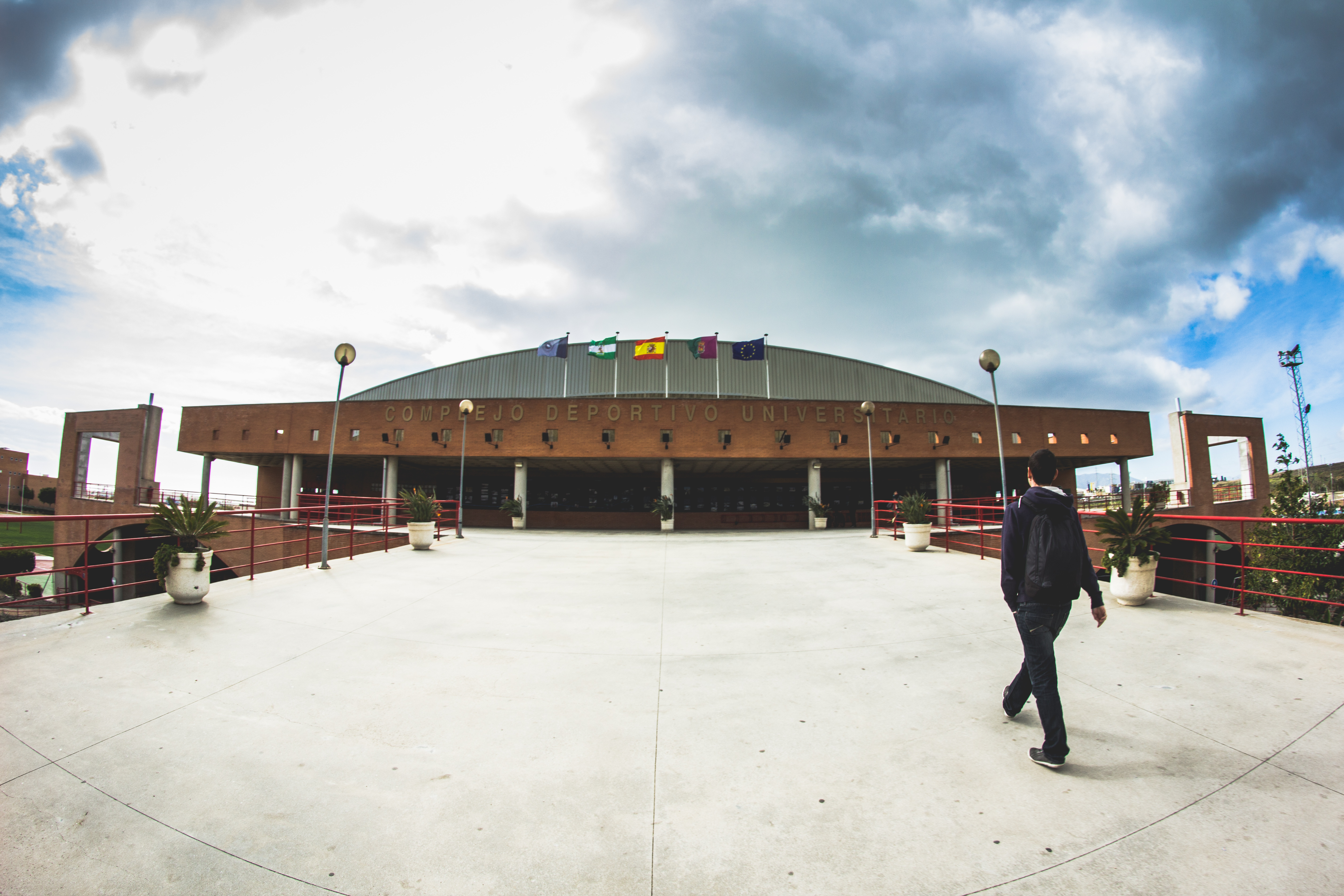
Complejo deportivo universitario
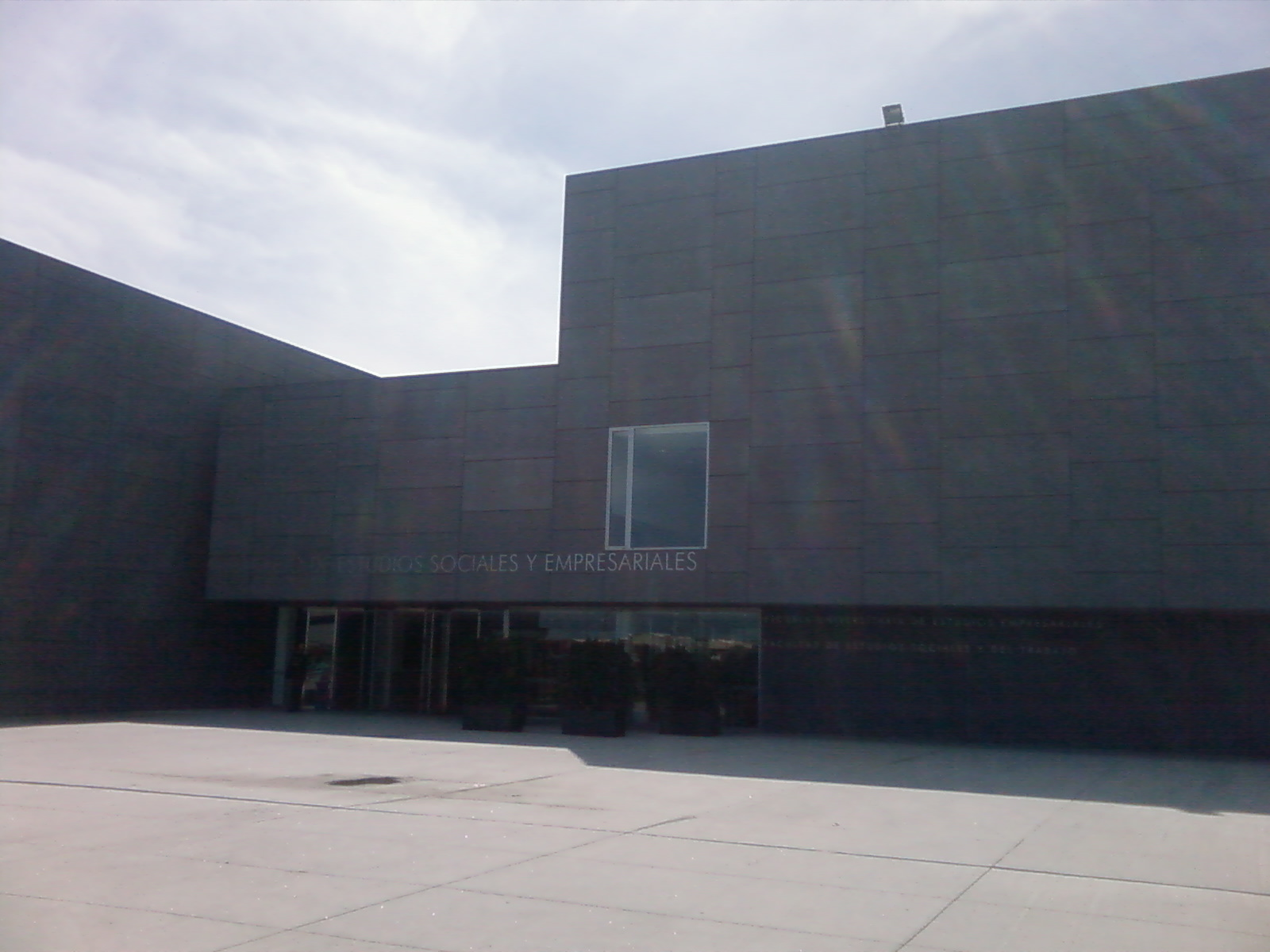
Complejo de Estudios Sociales y Empresariales